# 藤木孝
藤木 孝（ふじき たかし、1940年3月5日 - 2020年9月20日）は、日本の俳優、歌手。静岡県富士宮市出身。ホリプロ最終所属。本名は遠藤 與士彦（えんどう よしひこ）。
1970年代には、藤木 敬士（読みは同じ）という芸名で活動していた。

## 来歴・人物
玉川学園中等部卒業。
東宝芸能学校卒業後の1959年、歌手として渡辺プロダクションと契約。テイチクレコードからデビューし、歌唱力とダンスの才を活かし、1960年代前半にヒット曲を連発して「ツイスト男」の異名で当時のツイスト・ブームを牽引した。
1962年、人気絶頂の中で歌手引退を表明。渡辺晋の反対を押し切って退社し、同年、文芸プロダクションにんじんくらぶに入り、俳優へと転身。
演技を基礎から学ぶために文学座の研究生を経て、1966年に劇団欅の結成に参加。
1974年頃に芸名を「藤木敬士」に改名。このきっかけは佐良直美から「あんたの名前（藤木孝）はどう見ても良くない」と改名を勧められたことで、易の専門家に依頼して名付けた。するとこの年の10月からスタートした『夜明けの刑事』（TBS）にレギュラーで起用されるなど、客演中心だったそれまでから変化し、自らも「状況が変わって来た」といったことを話している。
1976年からは劇団雲と劇団欅の統合により誕生した劇団昴に所属し、2006年に退団。
歌手としての実績を買われてミュージカルに多数出演する一方、特異な存在感で悪役や怪優としても評価され、1986年には第12回菊田一夫演劇賞（「ロッキー・ホラー・ショー」「ブラック・コメディ」）、2003年には第38回紀伊國屋演劇賞個人賞（「ナイチンゲールではなく」） を、2005年には第45回ACC CM FESTIVAL 演技賞（静岡県のローカルCM「コンコルド」） を受賞している。
生前はかつての所属事務所の同業他社のライバル会社であるホリプロに所属していた。過去に渡辺プロダクションに所属していた人物のホリプロ移籍は非常に珍しい事例である。
2020年9月20日未明、東京都中野区の一軒家を改造したアパートの2階で亡くなっているのが発見された。80歳没。近隣住民によれば「ベランダで良くセリフの練習をしてた。まさか藤木孝さんだとは思わなかった」という。現場の状況などから自殺を図ったとみられ、野方署が詳しい状況を調べた。藤木は翌2021年1月に上演予定のミュージカル『パレード』に出演が決まっていた。

## 出演
※「 - 」は役名

### 舞台
- マイ・フェア・レディ（1964年、東京宝塚劇場） - フレディ
- 風と共に去りぬ（1970年、帝国劇場） - チャールズ・ハミルトン
- 嘘から出た誠（1977年） - ドラント
- クレオパトラ －砂漠の不死鳥－（1979年、新宿コマ劇場）
- お熱いのがお好き（1986年、シアターアプル）
- ジョージの恋人（1987年、青山劇場）
- ロッキー・ホラー・ショー（1986年、シアターアプル / 1987年、サンシャイン劇場） - フランケン・フルター
- 真田風雲録（1988年、よみうりホール） - 由利鎌之助
- バスストップ（1990年、博品館劇場）
- LE BAL（1991年、シアターコクーン）
- 夏の夜の夢（1991年、東京グローブ座） - オーベロン
- ソングデイズ（1991年、東京グローブ座）
- ルナ（1992年、セゾン劇場）
- 仮名手本ハムレット（1992年、俳優座劇場）
- カルメン（1992年、俳優座劇場） - エスカミリオ
- リチャード二世（1994年、三百人劇場） - リチャード二世
- 藪原検校（1995年、紀伊国屋ホール）
- きらめく星座（1996年、東京芸術劇場） - 権藤三郎
- プリマ・ドンナ（1996年、東京芸術劇場） - アンデルセン
- ドアをあけると…（1997年、PARCO劇場） - ジュリアン
- 42ndストリート（1997年、日生劇場） - パット・デニング
- 王様と私（1998年、劇場飛天） - エドワード・ラムゼイ卿
- アイリーン（1998年、日生劇場） - オジー・バブソン
- 新・雨月物語（1999年、新国立劇場） - 山伏 / 面頬の武士
- ローマの休日（1999年、中日劇場） - マリオ
- ナイチンゲールではなく（2003年、三百人劇場）
- プロデューサーズ（2005年8月、青山劇場 / 2008年2月、東京国際フォーラム、シアターBRAVA!） - ロジャー・デ・ブリー
- タイタニック（2007年1月（日本初演）、/2009年1月、東京国際フォーラム - ヘンリー・エッチズ
- 薔薇とサムライ〜GoemonRock OverDrive（劇団☆新感線・2010年、赤坂ACTシアター / 梅田芸術劇場メインホール） - ラーカム・デ・ブライボン
- ノイゼス オフ（2011年、あうるすぽっと）
- ロッキー・ホラー・ショー（2011年、神奈川芸術劇場 / 2012年、サンシャイン劇場）
- 「曇天に笑う」（2015年2月 - 3月、天王洲 銀河劇場 、2016年5月 - 6月、東京：天王洲 銀河劇場 大阪：梅田芸術劇場シアター・ドラマシティ）
- BENT（2016年7月9日 - 7月24日、世田谷パブリックシアター、他） - フレディ[15]
- MIDSUMMER CAROL ガマ王子 vs ザリガニ魔人（2017年8月 - 9月、東京：シアターサンモール / 大阪：ABCホール）
- 乃木坂46 3期生公演 「見殺し姫」（2017年10月6日・7日・10日 - 15日、AiiA 2.5 Theater Tokyo）
- 舞台「野球」飛行機雲のホームラン（2018年7月27日 - 8月26日、サンシャイン劇場 他）[16]
- 少年社中20周年記念ファイナル 第36回公演「トゥーランドット〜廃墟に眠る少年の夢〜」[17]（2019年1月10日 - 20日、東京：サンシャイン劇場 / 1月24日 - 27日、大阪：梅田芸術劇場 シアター・ドラマシティ / 1月30日 - 31日、福岡：ももちパレス 大ホール）
- メサイア 黎明乃刻（2019年9月5日 - 9月23日、シアターGロッソ / メルパルク大阪 / なかのZERO） - 真生光郷之助

### 映画

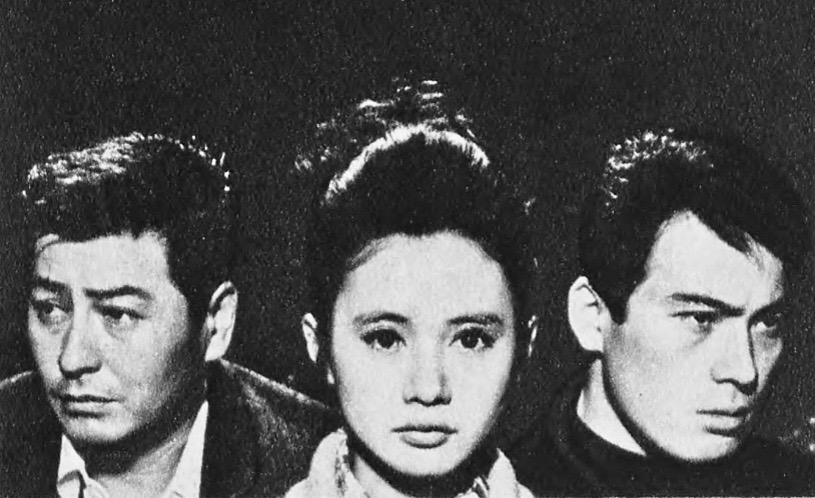
『乾いた花』（1964年）

- 狂熱の果て（1961年、大宝） - 中岡陽二
- 豚と金魚（1962年、東宝） - 山名時男
- 涙を、獅子のたて髪に（1962年、松竹） - 水上三郎
- 真赤な恋の物語（1963年、松竹） - 赤木健二
- 踊りたい夜（1963年、松竹） - 島津公仁夫
- 乾いた花（1964年、松竹） - 葉
- 網走番外地 北海篇（1965年、東映） - 金田
- 日本ゼロ地帯 夜を狙え（1966年、松竹） - 杉
- フォークで行こう 銀嶺は恋してる（1966年、松竹） - 真田松男
- 神火101 殺しの用心棒（1966年、松竹） - 高
- 獄中の顔役（1968年、東映）
- 夜の手配師（1968年、東映） - 佐伯
- ある色魔の告白 色欲の果て（1968年、青山プロ / 日活） - 逢坂順
- 狙撃（1968年、東宝） - 花田
- 新宿の肌（1968年、松竹） - 石井
- やくざ刑罰史 私刑（1969年、東映） - 島津昇平
- 明治大正昭和 猟奇女犯罪史（1969年、東映） - 渋谷
- 悪魔が呼んでいる（1970年、東宝） - 藤村
- 野良猫ロック 暴走集団'71（1971年、日活） - ゲッペルス
- やくざ刑事 俺たちに墓はない（1971年、東映） - 横尾雅也
- 現代ポルノ伝 先天性淫婦（1971年、東映） - 安川悟
- 女番長ブルース 牝蜂の挑戦（1972年、東映） - 影山
- 混血児リカ ひとりゆくさすらい旅（1973年、東宝） - 課長
- 女囚さそり けもの部屋（1973年、東映） - 谷田
- 必殺4 恨みはらします（1987年、松竹） - 老蔭間
- シン・ゴジラ（2016年、東宝）  - 川又東京都副知事[18][5]
- 仮面ライダーアマゾンズ THE MOVIE 最後ノ審判（2018年） - 天条隆顕[19]
- ばるぼら（2020年11月20日、イオンエンターテイメント）

### テレビドラマ
- 新宿夫人（1964年、NTV / テアトルプロ）
- ザ・ガードマン（TBS / 大映テレビ室）
  - 第20話「私は殺される」（1965年）
  - 第32話「あでやかな獲物」（1965年）
  - 第42話「女の青い炎」（1966年）
  - 第52話「バラ色の人生」（1966年）
  - 第99話「予告殺人」（1967年）
  - 第109話「忘れられない顔」（1967年）
  - 第118話「大泥棒一家」（1967年）
  - 第154話「吹雪の中の殺人者」（1968年）
  - 第168話「白い手の恐怖」（1968年）
  - 第174話「死体と住む女」（1968年）
  - 第189話「現金輸送車奇襲作戦」（1968年）
  - 第205話「ズッコケ野郎は骨までしゃぶれ」（1969年）
  - 第210話「トラック強盗部隊」（1969年）
  - 第225話「嫁と姑がうまくいく方法」（1969年）
  - 第236話「喜劇・いらっしゃいませ集団万引様」（1969年）
  - 第254話「マンションは女の戦場」（1970年）
  - 第272話「宝石泥棒の連続殺人」（1970年）
  - 第291話「バクチで稼ごう! 団地奥さん」（1970年）
  - 第301話「ヌードモデル高校生殺人事件」（1971年） - 花井アキラ
  - 第314話「女二人ヨーロッパ珍道中」（1971年）
  - 第318話「夫を盗まれた妻の復讐」（1971年）
  - 第321話「結婚式から逃げた花嫁」（1971年）
  - 第335話「16歳で結婚! 女はつらいネ」（1971年） - 辰
  - 第341話「ヌードの悪女 華やかな私生活」（1971年） - 沼田
  - 第343話「お色気喜劇・浮気結婚式」（1971年）
- 銭形平次 （CX / 東映）
  - 第77話「江戸の野良犬」（1967年） - 安
  - 第418話「扇屋おわか」（1974年） - 長次
  - 第750話「再会」（1981年） - 伊三郎
  - 第777話「幽霊からの遺言状」（1981年） - 儀平
- ローンウルフ 一匹狼 第5話「真夜中の訪問者」（1967年、NTV/ 東映）
- 純愛シリーズ 蝶は飛ばない（1967年、NTV/ 大映テレビ室）
- 風 第33話「地獄からの使者」（1968年、TBS / 松竹） - 黒兵ヱ
- 37階の男 第22話「バラの似合う女」（1968年、NTV / 東宝、宝塚映画）
- キイハンター（TBS / 東映）
  - 第118話「踊れ墓場で幽霊ワルツ」（1970年）
  - 第130話「縛り首の木のある家」（1970年）
  - 第143話「死刑台に棲む女」（1970年） - 谷村
  - 第167話「ミイラと棲む女の館」（1971年） - タム
  - 第189話「殺されに来た金色の眼の女」（1971年）
  - 第191話「死刑台三歩前 私を抱いて!」（1971年） - ラル
  - 第207話「黒猫と死者との結婚式」（1972年） - 奥田
  - 第223話「幽霊たちの海底納涼大会」（1972年） - コージ
  - 第232話「怪奇! 幻の墓の女」（1972年） - 北見検事
  - 第240話「危機一髪! 死の接吻作戦」（1972年）
  - 第244話「拳銃P-007 大捜査網」（1972年） - 内海
  - 第260話「生きていた幽霊」（1973年） - 新村
- プレイガール（12ch / 東映）
  - 第47話「死骸にかたくくちづけを」（1970年） - 中西巽
  - 第165話「暴力街の流れ医者」（1972年） ｰ 佐野
  - 第248話「女の腹芸」（1973年） - 伊沢
- おひかえあそばせ 第13話「南の空へさようなら」（1971年、NTV / ユニオン映画）
- シークレット部隊 第8話「二人の妻を持つ男」（1972年、TBS / 大映テレビ） - 杉田
- ライオン奥様劇場（CX / NMC）
  - 男の償い（1972年） - 堤大作
  - 夜蝶の舞い（1974年） - 立原
- 赤ひげ 第15話「醜聞」（1973年、NHK）
- アイフル大作戦（TBS / 東映）
  - 第6話「キャーッ! 空から死体と札束が」（1973年）
  - 第31話「メロメロ! お色気大作戦」（1973年）
  - 第51話「005宝石強盗団」 (1974年)
- 大江戸捜査網（12ch / 三船プロ）
  - 第113話「裏切者の子守唄」（1973年） - 朝吉
  - 第303話「花嫁誘拐 姿なき狼の罠」（1979年） - 篠山藩主
  - 第510話「女飛脚は殺しの標的」（1981年） - 津川庄太郎
- 荒野の用心棒 第32話「肌色の影は過去を秘めて…」（1973年、NET / 三船プロ） - 磯部軍蔵
- 必殺シリーズ（ABC / 松竹）
  - 助け人走る 第11話「落選大多数」（1973年） - 喜八
  - 必殺仕舞人 第8話「坊さん かんざし買うを見た -高知-」（1981年） - 宗純
  - 新・必殺仕事人 第5話「主水アルバイトする」（1981年） - 井筒屋仙八
  - 必殺仕事人III 第26話「厄払いしたかったのは主水」（1983年） - 正胤
  - 必殺仕事人IV 第21話「主水 仲人を頼まれる」（1984年） - 角蔵
  - 必殺仕事人V・激闘編 第10話「主水 雀の丸焼きを食べる」（1986年） - 田安忠清
  - 必殺まっしぐら! 第2話「相手は京の欲ボケ貴族」（1986年） - 宇多野小路篤麿
- おしどり右京捕物車 第1話「鞭」（1974年、ABC / 松竹） - お役者・常
- 右門捕物帖 第3話「島帰り」（1974年、NET / 東映） - 栄次
- 荒野の素浪人 第2シリーズ 第22話「くノ一情話」（1974年、NET / 三船プロ）
- 子連れ狼 第2部 第11話「虎落笛」（1974年、NTV / ユニオン映画） - 左天馬
- 夜明けの刑事（1974年 - 1977年、TBS / 大映テレビ） - 黒田俊夫刑事
- 新・夜明けの刑事（1977年、TBS / 大映テレビ） - 黒田俊夫刑事
- 赤い絆（1977年 - 1978年、TBS / 大映テレビ） - 大沼
- 破れ奉行 第36話「待伏せ! 老中暗殺」（1977年、ANB / 中村プロ） - 下條周五郎
- 土曜ワイド劇場
  - 図ぶとい奴・危険な賭け（1978年、ANB）
  - 三毛猫ホームズの追跡（1980年、ANB） - 戸村孝
  - 恋人交換殺人事件（1982年、ANB） - 湯川
  - カルチャースクール連続殺人事件（1987年、ABC）
  - 混浴露天風呂連続殺人 那須の殺生石に消えたヌードギャル（1989年、ANB）
  - 路〜終着駅の牛尾刑事VS事件記者冴子（2007年、EX）
- Gメン'75（TBS / 東映）
  - 第172話「大空のギャング」、第173話「大空からの脱出」（1978年） - ヘンリー湯沢 / 田辺健司
  - 第249話「コペンハーゲン女子留学生殺人事件」（1980年） - 石垣秘書
- 大都会 PARTIII 第39話「警官殺し」（1979年、NTV / 石原プロ） - 坂巻一郎
- 大空港 第50話「ギャング対特捜部 現金輸送車ジャック!」（1979年、CX / 松竹） - 輸送車強盗(兄)
- 七瀬ふたたび 第3話「大都会の夜」、第4話「ダイヤモンド」（1979年、NHK）
- 探偵物語 第2話「サーフシティ・ブルース」（1979年、NTV / 東映ビデオ） - 沢木
- 噂の刑事トミーとマツ（TBS / 大映テレビ）
  - 第1シリーズ
    - 第3話「女装で迫るトミーとマツ」（1979年） - 石川
    - 第53話「夜更けのダンスは死のタンゴ」 - 第57話「トミマツ腰抜け、女は魔物だ!」（1980年 - 1981年） - 片桐警部補 ※清水章吾の代役

  - 第2シリーズ 第11話「強烈! 香港カラテ対トミー空手」（1982年） - 陳
- ザ・スーパーガール （12ch / 東映）
  - 第17話「女囚脱獄 復讐に燃えた女体」（1979年） - 木嶋たもつ（城西署警部）
  - 第35話「浮気調査 女の密室午前0時」（1979年） ｰ 高木（城北大学助教授）
- 赤い嵐（1979年 - 1980年、TBS / 大映テレビ） - 田上洋平
- 騎馬奉行 第16話「殺人予告! 地獄からの挑戦」（1980年、KTV / 東映） - 青木備前守
- 西部警察シリーズ（ANB / 石原プロ）
  - 西部警察
    - 第20話「爆発ゾーン」（1980年） - 倉光三郎
    - 第69話「マシンX爆破命令」（1981年） - 藤倉

  - 西部警察 PART-II 第27話「傷だらけの天使」（1982年） - 楠田（針尾組幹部）
  - 西部警察 PART-III 第18話「パニック・博多どんたく -福岡篇-」（1983年） - 村田勇次
- ミラクルガール 第1話「プロ野球のエースを救え・殺人鬼の標的」（1980年、12ch / 東映） - 江崎
- 爆走! ドーベルマン刑事 第2話「飛べ! 警察犬アレックス」（1980年、ANB / 東映） - 針尾
- 新・江戸の旋風 第26話「猫が小判を持って来た」（1980年、CX / 東宝） - 新蔵
- 赤かぶ検事奮戦記（ABC / 松竹）
  - 第1シリーズ 第1話「父は検事 娘は弁護士」（1980年） - 足立
  - 第2シリーズ 第5話「火魔走る」（1981年） - 梅原力
  - 第3シリーズ 第2話「犯人は夫か妻か?」（1983年） - 仙田年男
- プロハンター 第5話「サタデー・ナイト・スペシャル」（1981年、NTV / セントラル・アーツ）
- ザ・ハングマンシリーズ（ABC / 松竹芸能）
  - ザ・ハングマン
    - 第27話「人質は糖尿病 救急ネズミ作戦」（1981年） - 及川警視
    - 第51話「死人たちは二度死なない」（1981年） - 西岡徹（東京日報社会部記者）

  - ザ・ハングマンII 第19話「女子留学生を売る吸血医」（1982年） - 佐久間浩司
  - ハングマンGOGO 第9話「殺してやるからお嫁においで!」（1987年） - 谷英明
- 警視庁殺人課 第14話「連続美女殺人事件 女を喰う虫」（1981年、ANB / 東映） - 椎名健一
- 太陽にほえろ!（NTV / 東宝）
  - 第484話「青ひげ」（1981年） - 森島治
  - 第562話「ブルース刑事登場!」（1983年） - 上杉秀明
- 長七郎天下ご免!第102話「初春、裏町、恋かるた」（1982年、ANB/東映）- 新島勘太夫  ※藤木敬士名義
- 同心暁蘭之介 第13話「姑ごろし」（1982年、CX / 杉友プロ）
- 新五捕物帳 第169話「鬼女の舞」（1982年、NTV） - 丁字屋平蔵
- 大河ドラマ（NHK）
  - 峠の群像（1982年） - 荻生徂徠
  - 太平記（1991年） - 坊門清忠
  - 炎立つ（1993年） - 藤原教通
  - 新選組!（2004年） - 松平上総介
  - 篤姫（2008年） - 久貝因幡守
- 暴れん坊将軍（ANB / 東映）
  - 吉宗評判記 暴れん坊将軍  第201話「酔いどれ十手一番手柄」（1982年） - 田野倉屋仙之助
  - 暴れん坊将軍II 第2話「紅蓮の炎に鬼を見た」（1983年） - 吉岡彦四郎 ※藤木敬士名義
- 影の軍団シリーズ
  - 影の軍団III 第6話「夜光る顔」（1982年、KTV / 東映） - 九条大納言
  - 影の軍団IV 第25話「幻の少女・私を殺さないで」（1985年、KTV / 東映） - 山倉玄安
- 立花登 青春手控え 第13話「贈り物」（1982年、NHK）
- 水戸黄門（TBS / C.A.L）
  - 第13部 第12話「伊勢参り 娘初春七変化 -伊勢-」（1983年1月3日） - 伊勢屋助左衛門  ※藤木敬士名義
  - 第21部 第7話「目ざす敵は瓜二つ -津和野-」（1992年5月18日） - 行田将監
  - 第40部 第14話「艶やかお娟の七変化! -富山-」（2009年11月9日） - 大野監物
- 大岡越前 （TBS / C.A.L）
  - 第7部 第13話「目撃者はお高祖頭巾の女」（1983年7月18日） - 幸太郎
  - 第8部 第10話「狙われた美人画の女」（1984年9月24日） - 芳国
  - 第11部 第24話「非道裁いた怒りの白洲」（1990年10月1日） - 村岡浩庵
- 柳生十兵衛あばれ旅 第15話「やわ肌は殺しの罠」（1983年、ANB / 東映） - 喜入陣内
- 眠狂四郎無頼控 第6話「悪女の色香は殺しの匂い」（1983年、TX / 歌舞伎座テレビ） - 瀬左衛門
- 暁に斬る! 第19話「非情の町のこぼれ花」（1983年、CX）
- 火曜サスペンス劇場（NTV）
  - 密室航路（1983年、プロジェクトエー） - 北村良平
  - 黒いドレスの女（1985年、渡辺企画） - 小沼
- 特捜最前線 第367話「六本木ラストダンス!」（1984年、ANB / 東映）
- うちの子にかぎって… 第6話「転校生はスーパーヒーロー?!」（1984年、TBS）
- 遠山の金さん※高橋英樹版
  - 第1シリーズ 第91話「京の貴公子・綾小路菊麿さまお成り!」（1984年、ANB/東映）- 菊麿  ※藤木敬士名義
- 暴れ九庵 第19話「女の子」（1985年、KTV / 東宝） - 万造
- 赤い秘密（1985年、TBS / 東映）
- パパはニュースキャスター 第9話「湯けむり情話」（1987年、TBS）
- ママはアイドル! 第8話「史上最大の夫婦ゲンカ」（1987年、TBS）
- ぼくの姉キはパイロット!（1987年、TBS）
- 若大将天下ご免! 第27話「恐怖の水中舞踊!」（1987年、ANB / 東映） - 尾州屋徳右衛門
- 長七郎江戸日記（NTV / ユニオン映画）
  - 第1シリーズ 第48話「疑惑の男」（1985年） - 徳次郎
  - 第2シリーズ 第5話「仇討ちという殺人」（1988年） - 小沼義勝
- ママハハ・ブギ 第8話「君のウソがバレた」（1989年、TBS）
- ハロー! グッバイ（NTV / 東宝）
  - 第7話「刑事の初恋物語」（1989年）
  - 第19話「刑事最後の聖戦」（1989年）
- ゴリラ・警視庁捜査第8班 第44話「出発（たびだち）」（1990年、ANB / 石原プロ）
- 学校へ行こう!（1991年、CX） - 遠藤先生
- スウィート・ホーム（1994年、TBS）
- 殿さま風来坊隠れ旅 第10話「闇を走る鉄仮面」（1994年、ANB / 東映） - 村井監物
- ナニワ金融道（CX） - 悪徳栄 
  - ナニワ金融道3（1998年）
  - ナニワ金融道4（1999年）
- 明日があるさ 第5話「赤毛の新入社員!!」（2001年、NTV） - 福留
- 金曜エンタテイメント / 赤い霊柩車シリーズ（2001年、CX） - 大川利夫
- あなたの人生お運びします 第5話「浮気発覚!?」（2003年、TBS）
- 月曜ミステリー劇場 「駅前タクシー湯けむり事件案内1」（2003年） - 郷田明夫
- 不機嫌なジーン 第9話「微妙な四角形」（2005年、CX）
- 相棒（EX / 東映）
  - 相棒 season4第21話「桜田門内の変」（2006年3月15日）- 鬼藤清六（連続レイプ殺人犯）
  - 相棒 season11第2話「オークション」（2012年10月17日）- 富塚修一郎（オークション鑑定士）
- 特命! 刑事どん亀 第13話「霊感占い師の陰謀」（2006年、TBS / テレパック）
- 幻十郎必殺剣 第3話「大奥から逃げた女」（2008年、TX / 東映） - 中野播磨守
- 水曜ミステリー9 / 鉄道警察官・清村公三郎（2008年、TX） - 城ヶ崎悠司
- 不毛地帯 第4話「俺が殺した」（2009年、CX） - 井上捜査二課長
- 853〜刑事・加茂伸之介 第3話「俺達、やっぱり刑事なんです」（2010年、EX / 東映） - 園田紘一
- ブラッディマンデイ Season2 （2010年、TBS） - 島村太法務大臣
- 逃亡弁護士 第10話「真相」（2010年、KTV） - 柏田英輔法務大臣
- TAROの塔 第1話（2011年、NHK） - 幼稚舎校長
- 月曜ゴールデン（TBS）
  - 刑事シュート しゅうと&ムコの事件日誌3「あの名コンビが復活娘が妊娠・姑の同居でバトル再燃！華道家元後継争いを巡る連続殺人事件の真相を追う」（2011年7月25日）- 山際啓吾（華道「山際流」家元）
  - 十津川警部シリーズ（渡瀬恒彦版）45「志賀高原殺人事件〜黒姫伝説の謎〜」（2011年10月10日）- 平川修弁護士
- 遺留捜査 第3シリーズ 第1話「ハーモニカ」（2013年、EX / 東映） - 中山幸司
- 医龍 -Team Medical Dragon- 4 第5話「天才麻酔科医が決断する」（2014年、CX） - 羽垣譲
- 経世済民の男 第三部『鬼と呼ばれた男〜松永安左エ門』（2015年、NHK名古屋） - 大西英一
- 月曜名作劇場 / 税務調査官・窓際太郎の事件簿パート30（2016年、TBS） - 鎌倉の老人
- 忠臣蔵の恋〜四十八人目の忠臣〜（2016年 - 2017年、NHK） - 木屋孫三郎
- やすらぎの郷（2017年、EX） - 貝田英信
- 明治開化 新十郎探偵帖　第7話「終局の一手」（2021年1月29日、NHK BS） - 志呂足巖浄

### オリジナルビデオ
- 吸血温泉にようこそ（1997年、ミュージアム）

### ウェブドラマ
- 仮面ライダーアマゾンズ（2016年4月 - 、Amazonプライム・ビデオ） - 天条隆顕

## 音楽作品
※　記載なし以外は、すべてテイチクレコード。

### シングル
- 24000のキッス／悲しき少年兵（1961年5月、NS-416）
- 小さな悪魔／なみだのダンス（1961年、NS-446）
- 涙のムーディー・リヴァー／ホワット・アイ・セイ（1961年、NS-483）
- ルイジアナ・ママ／アダムとイブ（1961年、NS-493）
- トゥナイト／情熱の瞳（1961年、NS-511）
- ツイストNo.1／アモール（1961年、NS-527）
- ツイスト・フラ・ベイビー／ワン・モア・チャンス（1961年、NS-536）
- ママのツイスト／聖者のツイスト（1962年、NS-545）
- キッスイン・ツイスト／忘れておくれ（1962年、NS-560）
- レイジー・ギター／踊れツイスト（1962年、NS-568）
- アディオ・アディオ／君と僕のメロディ（1962年、NS-621）
- 涙を、獅子のたて髪に／私を捨ててしまってくれ／地獄の恋人（1962年、NS-632）
- ボサノバでキッス（ボサ・ノバNo.1）／ブラウン・スキン・ガール（1962年、NS-661）
- 24000回のキッス'87／24000回のキッス'87（カラオケ）（1987年9月、RE-785）

### アルバム

#### オリジナルアルバム
- 藤木孝のヒットナンバー（1962年、NL-1209）

#### オムニバス・アルバム
- 60ポップス・オン・パレード（1970年、ST-341-2）-「24,000のキッス」「ツイスト・ナンバー・ワン」「ツイスト・フラ・ベイビー」「キッシン・ツイスト」「ママのツイスト」「アダムとイブ」「小さい悪魔」の7曲を収録。
- 究極のレトロ~ゴールデン60’sコレクション～テイチクGUYS編（1987年11月21日、30CH-283）-「24,000のキッス」「ツイスト・ナンバー・ワン」「ツイスト・フラ・ベイビー」「キッシン・ツイスト」「ママのツイスト」「アダムとイブ」「小さい悪魔」「サレンダー」「涙のムーディー・リバー」「悲しき少年兵」「ルイジアナ・ママ」「ワン・モア・チャンス」「ホワッド・アイ・セイ」の13曲を収録。
- 青春POPS’50～’60 恋の片道切符（1998年7月24日、 キングレコード、KICS-80002）
- 青春POPS’50～’60 電話でキッス（1998年7月24日、 キングレコード、KICS-80003）-「悲しき少年兵」を収録。
- クリスマス・ア・ゴー・ゴー（2000年11月22日、TECN-25685）-「聖夜」を収録。
- 東京ビート・アンソロジー Vol.1 ～Rock’n Days 1956-1962（2001年11月21日、TECN-25733）-「ホワット・アイ・セイ」「ツイストNo.1」「踊れツイスト」の3曲を収録。
- 60’Sグラフィティー（2008年3月10日）-「24000のキッス」「ツイストNo.1」を収録。